# If Love Was a Crime
If Love Was a Crime är en låt framförd av sångerskan Poli Genova.
Låten var Bulgariens bidrag till Eurovision Song Contest 2016 i Stockholm.

## Andra versioner
"If Love Was a Crime" har även framförts av den grekiska sångerskan Demy på grekiska under titeln "Isovia Mazi" (Ισόβια Μαζί", som betyder "Life Ιmprisonment Together").